# غوستاف ميخائيل
غوستاف ميخائيل (بالألمانية: Gustav Michaelis) (و. 1813 – 1895 م) هو رياضياتي، وفيزيائي من الإمبراطورية الألمانية . ولد في ماغديبورغ.
توفي في برلين ، عن عمر يناهز 82 عاماً.